# Embalse de Kafin Zaki

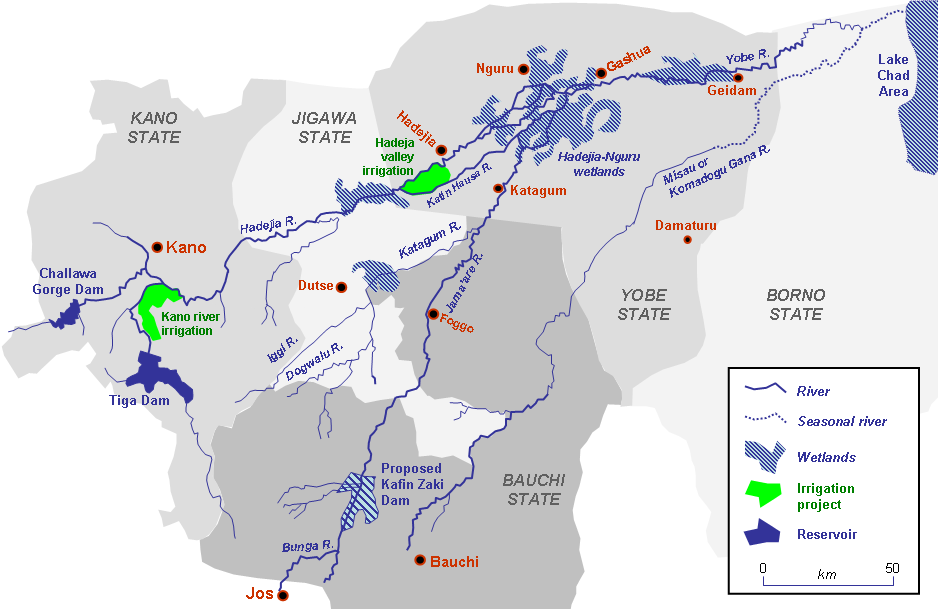
Área de captación del río Yobe con el lugar de la presa propuesta de Kafin Zaki.

El embalse de Kafin Zaki es un proyecto no realizado aún que se inició en los años 1970 en el río Jama'are (también llamado río Bunga en su curso superior), a raíz de un episodio de sequías e inundaciones, en el estado de Bauchi, en el nordeste de Nigeria.

## Propuesta de presa y embalse
La presa propuesta sería de  relleno de tierra y tendría 11 kilómetros de longitud. Estaría diseñada con potencial para instalar una planta hidroeléctrica de 15 MW. El embalse tendría una capacidad de almacenamiento de 2.700 millones de metros cúbicos, y sería el segundo más grande de Nigeria después de la presa de Kainji. Regaría 120.000 hectáreas de cultivos comerciales. Potencialmente, el proyecto apoyaría la producción de un millón de toneladas de caña de azúcar anualmente y proporcionaría más de un millón de empleos en industrias relacionadas con la agricultura.

## Historia del proyecto
La presa se consideró por primera vez después de la sequía de 1972-1974 en el Sahel, y durante el régimen de Shehu Shagari en 1979-1982, se adjudicó un contrato a Julius Berger Nigeria para construir la presa. En 1984 el contrato fue rescindido, pero fue restablecido en 1992 por el régimen de Ibrahim Babangida. En 1994, el régimen de Sani Abacha rescindió nuevamente el contrato y creó un comité judicial de investigación sobre todos los aspectos del proyecto. En 2002 se asignaron fondos para el proyecto, pero luego se retiraron abruptamente.
En 2008, el gobernador del estado de Bauchi, Isa Yuguda, adjudicó un contrato al Grupo Dangote para reiniciar el proyecto de la presa abandonada, una medida que fue apoyada por Abdul Ahmed Ningi, un representante del estado de Bauchi que era líder de la Cámara en la Asamblea Nacional cuando el proyecto fue cancelado en 2002. El exvicepresidente Mohammed Namadi Sambo visitó el sitio de la presa en noviembre de 2013 y dio garantías a las partes interesadas de que el gobierno federal la construiría. En 2022, el gobernador del estado de Bauchi, Sen Bala Mohammed Abdulkadir, tras el periodo de lluvias, dijo, en una reunión con el gobierno federal, que la presa de Zafin Kafi sería la última solución para evitar las continuas inundaciones que se producen en época de lluvias. El gobierno federal prometió una ayuda de 10 millones de dólares, muy lejos de los necesario después de las inundaciones de ese año, que destruyeron carreteras y arrasaron numerosas granjas.

## Controversia
Los argumentos a favor de la presa por parte de los partidarios del estado de Bauchi incluyen los beneficios del riego para la agricultura de la zona, como los cultivos de caña de azúcar, mientras que las liberaciones controladas evitarían el impacto río abajo. Los opositores en los estados de Yobe y Borno, aguas abajo, argumentan que la presa evitará las inundaciones estacionales de las que dependen sus agricultores para su agricultura y provocará un descenso del nivel freático, con lo que se perderá mucha agua por evaporación. Los ambientalistas también están preocupados por el impacto sobre los humedales río abajo.